# Robin Orr
Pour les articles homonymes, voir Orr.
Robert Kelmsley (Robin) Orr (né le 2 juin 1909 à Brechin – décédé le 9 avril 2006 à Cambridge) est un organiste, pédagogue et compositeur écossais.

## Biographie
Il a étudié l'orgue avec Alock, le piano avec Benjamin et la composition avec Moule au Royal College of Music à Londres (1926-1929). Il a poursuivi ses études au Pembroke College à Cambridge auprès de Cyril Rootham et de Edward Joseph Dent (bachelor of music, 1932; master of arts, 1938). Il travaille ensuite avec Alfredo Casella à l'Académie musicale Chigiana de Sienne et avec Nadia Boulanger à Paris. Il devient directeur de la musique à l'école de Sidcot (Somerset, 1933) et maître de conférences assistant en musique à l'Université de Leeds (1936-1938). Il est retourné à Cambridge en 1938 comme organiste du chœur du St John's College. Durant la guerre service, il a été remplacé par Herbert Howells. Après la Seconde Guerre mondiale, il est devenu lecteur à Cambridge puis professeur au Royal Academy of Music, et ensuite Gardiner Professor of Music (en) à l'Université de Glasgow de 1956 à 1965. Il est retourné à Cambridge en 1965 comme professeur de musique, poste qu'il a occupé jusqu'à sa retraite en 1976 (nommé ensuite Emeritus). Il a été fait CBE en 1972.

## Œuvres
Ses œuvres comprennent trois opéras, trois symphonies, de la musique sacrée, de la musique de chambre.
Opéras
- Full Circle (opéra de chambre, texte de Sydney Goodsir Smith, STV pour le Scottish Opera, 1968),
- Hermiston (opéra en trois actes, livret de Bill Bryden d'après le roman Weir of Hermiston (Hermiston, le juge pendeur) de R. L. Stevenson, Festival d'Édimbourg 1975)
- On the Razzle (opéra en trois actes, texte de Robin Orr d'après la pièce de Tom Stoppard, RSAMD 1988)

Musique de scène
- A Winter's Tale de William Shakespeare (1947)
- Oedipus at Colonus de Sophocle, pour baryton, chœur et piano (1950)
- Deirdre of the Sorrows de John Millington Synge (1951)

Symphonies
- Symphonie no 1 Symphony in one Movement (Londres, 12 décembre 1963)
- Symphonie no 2 (1971)
- Symphonie no 3 (1978)
- Sinfonietta Helvetica (1990)

Musique symphonique
- The Prospect Of Whitby, ouverture (1948)
- Italian Overture (1952/1960)
- Rhapsody pour orchestre à cordes, (1956)

Musique de chambre
- Sonatine pour violon (1941)
- Sonate pour violon (1947)
- Sonate pour alto et piano (1947)
- Sonatine pour violoncelle et piano (1948)
- Serenade in three Movements pour trio à cordes (1948)
- Sicilienne and Chaconne pour alto et piano (1949)
- Serenade pour cor en fa et piano (1951)
- Duo pour violon et violoncelle (1953)
- Sonate pour violon et clavecin (1956)
- Sonate pour violon (1960)
- Duo pour violon et violoncelle (1953-1965)
- Quintette à cordes (1971)
- Rondeau des Oiseaux pour flûte à bec ou flûte (1994)

Musique vocale
- Three Songs of Innocence pour voix et quatuor à cordes (1932)
- Jesu, Sweet Son Dear pour chœur (Texte anonyme) (1934)
- A Prayer To The Trinity pour chœur (Texte: Richard Stanyhurst) (1938)
- Laudate Dominum pour chœur à 8 voix (1939)
- Three Chinese Songs pour voix et piano (1943)
- They That Put Their Trust In The Lord pour chœur (1946)
- A Festival Te Deum pour chœur et orgue (1950)
- Three Pastorals pour soprano, flûte, alto et piano (1951)
- Bessie Bell and Mary Gray pour chœur (1951)
- Te Deum & Jubilate pour chœur et orgue (1953)
- Seven Scots Songs pour voix et piano (1954)
- Spring Cantata pour mezzosoprano, chœur, piano, timbales, percussion et cordes (1955)
- I Was Glad pour chœur mixte (1955)
- Colin's Cattle pour chœur mixte (1956)
- Four Romantic Songs pour ténor, hautbois et quatuor à cordes (1949-1960)
- Come, And Let Yourselves Be Built pour chœur et orgue (1961)
- The Kelvin Series of Scots Songs pour voix et piano (1964)
- Magnificat and Nunc Dimittis (Short Service) pour chœur et orgue (1967)
- Sing Aloud Unto God pour chœur et orgue (1968)
- From the Book of Philip Sparrow  pour mezzosoprano et cordes (1969)
- Make A Joyful Noise Unto The Lord pour chœur de femmes et orgue (1969)
- Journeys & Places pour mezzosoprano et cordes (1971)
- Liebeslied pour mezzosoprano et orgue (1972)
- Verses from Ogden Nash, pour voix moyenne et cordes (1978)
- Songs of Zion pour chœur (1978)
- O God, Ruler Of The World pour chœur et orgue (1982)
- Trinity Blessed pour chœur a cappella (1987)
- O Gracious Light pour chœur (1999)
- For Christmas: A Carol pour chœur (2001)

Musique pour clavier
- Toccata Alla Marcia pour orgue (1937)
- Three Preludes On Scottish Psalm Tunes pour orgue (1958)
- Elegy pour orgue (1968)
- Three Lyric Pieces (An Alpine Triptych video) pour piano (1994)

## Écrits
- Musical Chairs. Thames Publ., London 1998,  (ISBN 0-903413-64-7) (Autobiographie).